# Horst Andreae
Horst Andreae (* 17. Juli 1923 in Dessau) ist ein deutscher Hydrologe und ehemaliger Hochschullehrer.

## Leben und Werk
Nach dem Schulbesuch studierte er und promovierte zum Dr. rer. nat. 1959 folgte die Habilitation. Gleichzeitig wurde er Direktor des Hydrologischen Institutes der Humboldt-Universität zu Berlin. 1960 erhielt er dort eine Professur mit Lehrauftrag und wurde Leiter der Fachrichtung Landeskultur. Der volle Lehrauftrag wurde Andreae 1961 verliehen. Er floh vor 1968 aus der Deutschen Demokratischen Republik und ließ sich in Baden-Württemberg nieder, wo er an der Technischen Hochschule Stuttgart tätig wurde.

## Schriften (Auswahl)
- Grundwasserabsenkungen und landeskulturelle Änderungen. An Beispielen aus dem Spreegebiet dargestellt. Deutscher Verlag der Wissenschaften, Berlin 1956.
- Grundwassermessungen. Ihre Aufgaben und Verfahren im Dienste der Landeskultur. Berlin 1958.
- Grundwassermessungen. Ihre Aufgaben und Verfahren im Dienste der Landeskultur. Deutscher Verlag der Wissenschaften, Berlin 1959.
- Hydrometrische Verfahren und Fernmessgeräte, ihre Aufgaben im Dienste der Landeskultur. Deutscher Verlag der Wissenschaften, Berlin 1961.
- Nouveaux Procédés de mesure en hydrologie. Méthodes de base de l'électrohydrométrie. Parid 1970.